# Sloop (afbraak)

Sloop van onroerend goed

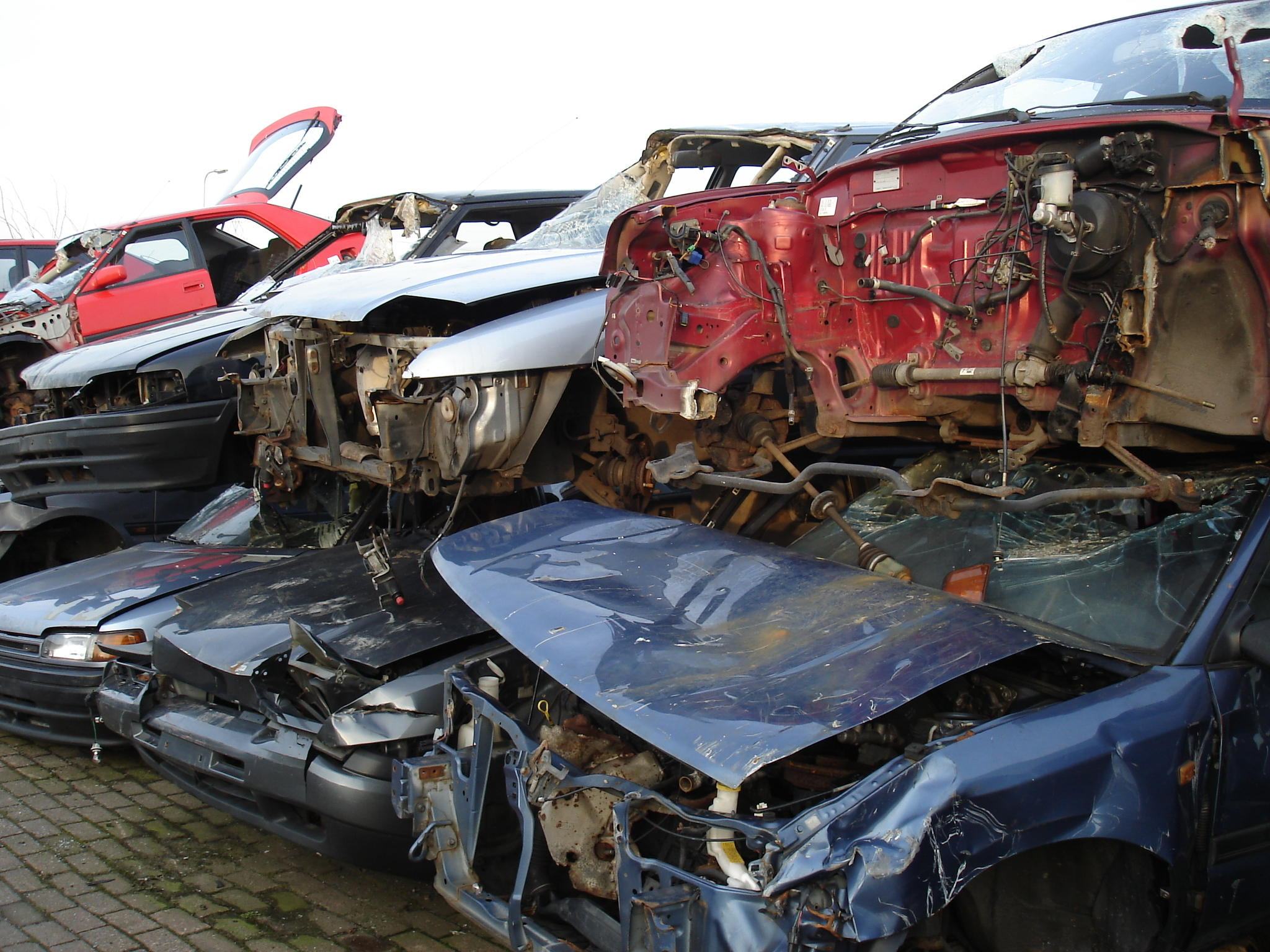
Autosloop

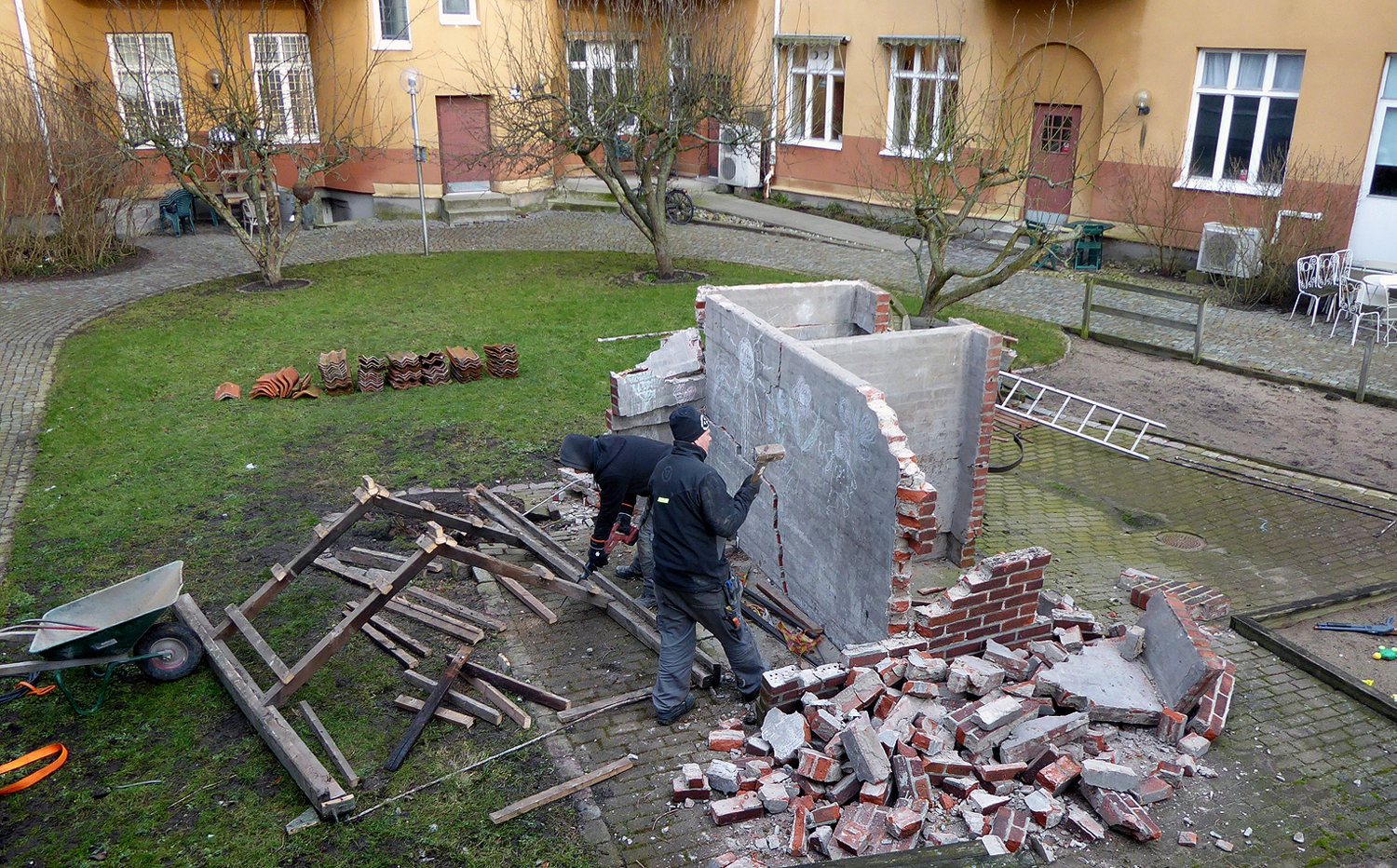
Handmatige sloop van een kleine "boerderij" in het centrum van Ystad 2018.

Sloop, afbraak of slechten is het afbreken (tot de grond) van een roerend of onroerend goed tot kleinere componenten, zonder dat het weer gemakkelijk reconstrueerbaar is. Er kan ook sprake zijn van een gedeeltelijke sloop. Het zelfstandig naamwoord "(de) sloop" refereert aan een inleverpunt waar objecten uit elkaar worden gehaald, zoals een autosloperij, ook wel autokerkhof genoemd. Op zo een inleverpunt worden diverse objecten uit elkaar gehaald: nog bruikbare onderdelen worden doorverkocht als tweedehands, en herbruikbare onderdelen worden doorverkocht voor de recycling. 

## Doelen van slopen
Het slopen kan plaatsvinden met verschillende doelen:
- vrijmaken van de grond, zodat er iets anders gebouwd kan worden. Er worden dan opstallen gesloopt.  Ook bij autosloop speelt het idee van ruimte vrijmaken mee.
- het uit elkaar halen van een voorwerp, omdat men bepaalde onderdelen wil hergebruiken, uit het oogpunt van recycling
- het afbreken van gebouw omdat het zodanig vervallen of beschadigd is dat het gevaar oplevert, of als het pand volledig uit de tijd is en renovatie tot onvoldoende resultaat zal leiden. Soms gebeurt sloop met hele wijken of buurten.[2]

Wanneer het doel van sloop van onroerend goed is om de grond waarop het goed staat vrij te maken, zal de sloper proberen om mogelijk waardevolle delen te behouden, met de bedoeling deze later te kunnen verkopen. Maar ook het overblijvende puin wordt hergebruikt, bijvoorbeeld bij de aanleg van nieuwe wegen.
Wanneer de sloop plaatsvindt omdat bepaalde onderdelen teruggewonnen moeten worden, bijvoorbeeld omdat de wet dat voorschrijft, (zoals bij chemicaliën of andere milieu-gevaarlijke stoffen), zal men zich over het algemeen minder zorgen maken om het overige deel van het oorspronkelijke goed. 
Wanneer het enige doel van het slopen is om de grond vrij te maken, zal men zich doorgaans ook weinig zorgen maken om het heel houden van de delen. Het komt echter niet vaak voor dat dit de enige reden is van sloop. Meestal probeert de sloper toch wel delen heel te houden.

## Milieu en kosten

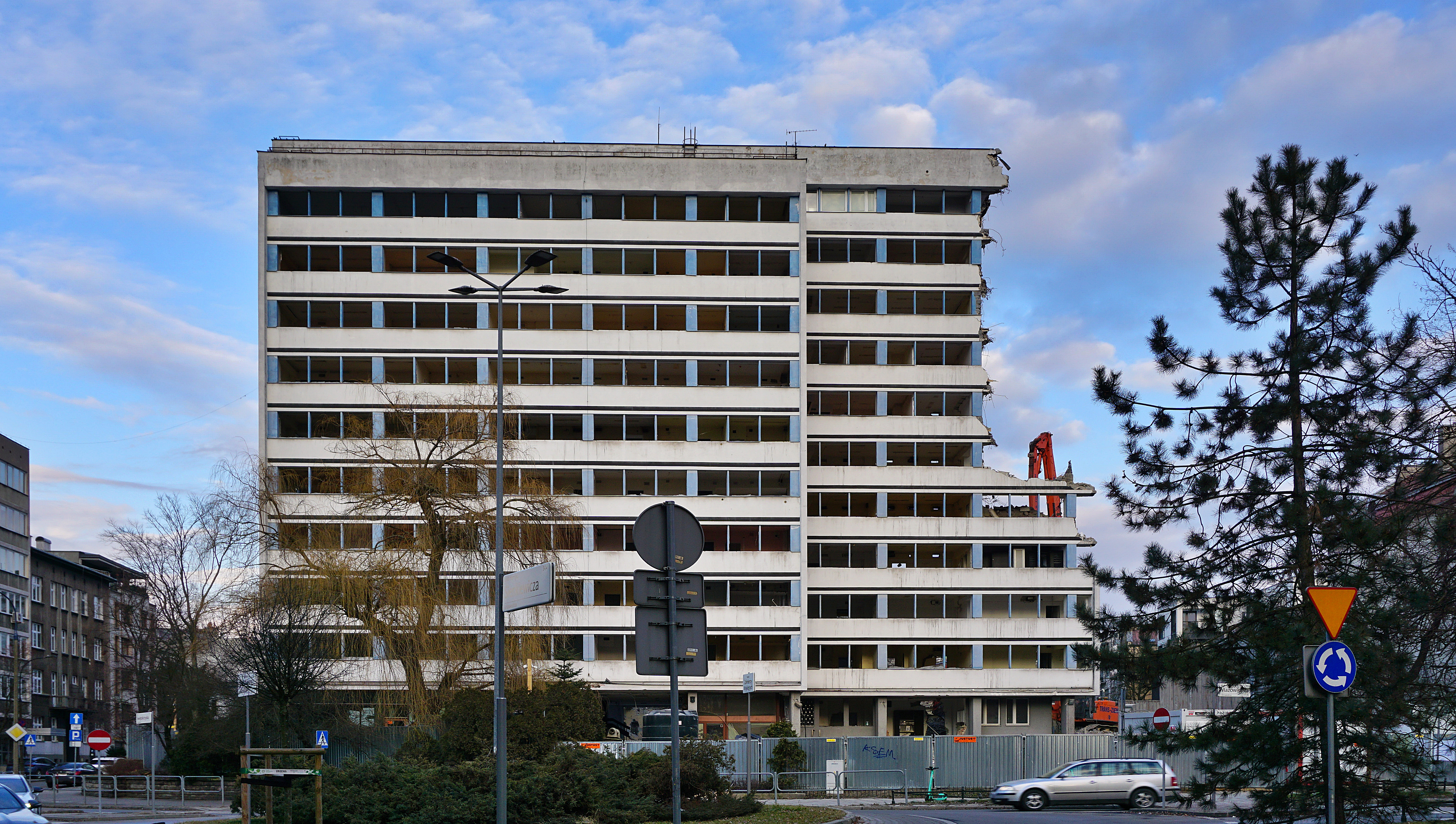
Sloop van het gebouw in Krakau aan de Mazowieckastraat 21

Bij het slopen van voorwerpen of onroerend goed spelen het milieu en ook de kosten een rol. Wanneer men vanuit het oogpunt van recycling opereert zal er zo veel mogelijk heel gehouden worden, en zullen de onderdelen zo veel mogelijk gescheiden worden. Zo worden bijvoorbeeld de metalen van elkaar gescheiden, om ze vervolgens weer te kunnen smelten, en te kunnen verkopen als grondstof aan fabrieken of groothandels.
Een goed voorbeeld van het dilemma of een sloop al dan niet milieubewust moet worden uitgevoerd ondervindt de eigenaar van een verouderd zeeschip. Een argument in de beslissing waar te slopen kan de aanwezigheid van asbest zijn. Het op milieuverantwoorde wijze slopen van een schip is duur ten opzichte van het slopen in het buitenland op een sloopstrand in Azië. Dat is veel winstgevender dan het slopen van zeeschepen op een Europese of Amerikaanse sloperij. Het vraagt alleen omvlaggen (het zo slopen is vaak gewoon verboden) en gebruikelijk is dan ook een nieuwe naam voor het schip. Voor buitenstaanders wordt het zo minder gemakkelijk het schip te traceren, de kenner zoekt op IMO-nummer en heeft daar geen problemen mee.

## Nederland

### Wetgeving
Voor het slopen van een gebouw is in Nederland meestal geen vergunning nodig, maar volstaat een melding bij het bevoegd gezag. Deze melding is verplicht op grond van het Bouwbesluit als er meer dan 10 m3 sloopafval vrij zal komen, of als er asbest verwijderd zal worden. Bij het slopen van gebouwen is het dan ook verplicht een asbestinventarisatie uit te laten voeren, voordat het gebouw deels of geheel gesloopt mag worden. Dit is om de slopers, maar ook de omwonenden, tegen vrijkomend asbest te behoeden. Het bevoegd gezag is meestal de gemeente, maar soms, bijvoorbeeld in de omgeving van water of waterkering, is het waterschap ook bevoegd gezag en moet een watervergunning worden aangevraagd. Voor het slopen van een monument is een omgevingsvergunning nodig.
Bij het slopen van voorwerpen zoals auto's of oude koelkasten, schrijft de Nederlandse wetgeving voor dat bepaalde chemicaliën of andere milieu-gevaarlijke stoffen teruggewonnen en apart verwerkt moeten worden. Zo wordt uit oude koelkasten het freon teruggewonnen, omdat dit schadelijk is voor de ozonlaag.
Sommige voorwerpen, zoals auto's, mogen in Nederland niet door een particulier gesloopt worden maar alleen door een erkend bedrijf. Voor het demonteren van autowrakken moet voldaan worden aan de eisen uit het Besluit beheer autowrakken, waarin regels staan ter vermindering van het afval en meer hergebruik. Een sloopbedrijf voor personenauto's moet als geheel voldoen aan het Activiteitenbesluit. Sloperijen voor grotere auto's hebben een omgevingsvergunning nodig. Als iemand in Nederland een nieuwe auto koopt, wordt er een recyclingbijdrage aan Auto Recycling Nederland afgedragen, dat aan sloopbedrijven een premie uitkeert voor demontage en hergebruik van materialen uit de te slopen auto's.

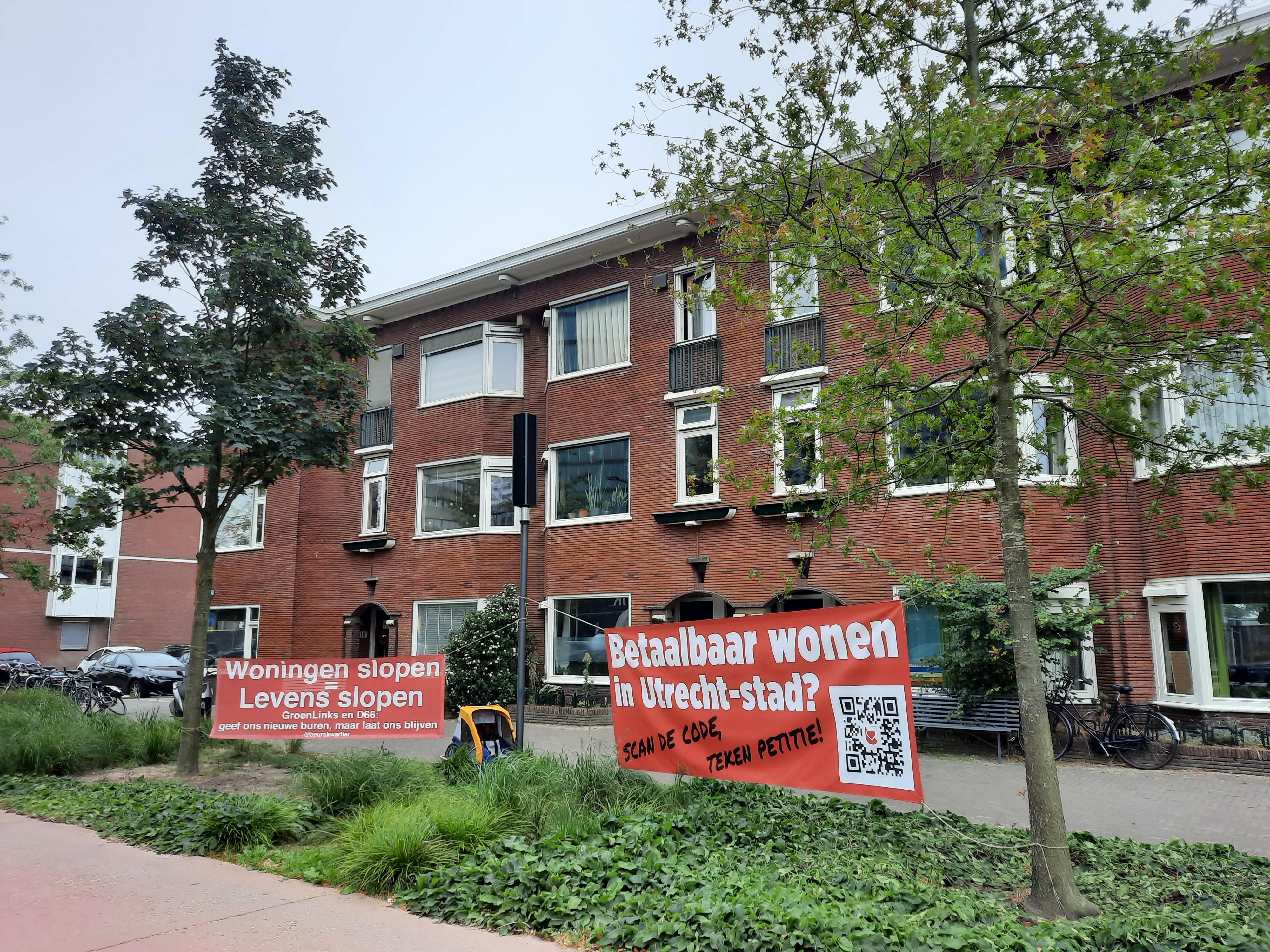
Protest in 2021 in Utrecht tegen de sloop van woningen aan de Croeselaan

Het slopen van woningen kan ook nodig zijn om grond vrij te maken voor stadsvernieuwing. In dat geval krijgen de huurders van de woningen veelal een nieuwe woning aangeboden door de woningcorporatie. Sommige Nederlandse gemeenten hebben daarvoor een eigen beleidsregel ingesteld, zoals de gemeente Amstelveen.

### Gevaar en opleiding
Het slopen van gebouwen is gevaarlijk en specialistisch werk. Het gevaar betreft vallen, instorten van het gebouw, vallend puin en blootstelling aan asbest en kwartsstof. Om sloper te worden bestaat sinds 2013 in Nederland een vakopleiding tot sloper op mbo-niveau. De opleiding kan bij verschillende instituten doorlopen worden.

### Verwante term
In ambtelijk jargon in Nederland wordt soms de (eufemistische) term amoveren gebruikt voor het slopen van gebouwen die in de weg staan voor realisatie van een project.

## België
In België valt de regelgeving rond slopen onder de ruimtelijke ordening. Sinds 1980 is dit een bevoegdheid van de gewesten. Hierdoor verschillen de regels voor Vlaanderen, Wallonië en Brussel. In Vlaanderen is een stedenbouwkundige vergunning (bouwaanvraag) nodig en in de meeste gevallen ook een sloopvergunning. Voor grotere projecten is een sloopinventaris afvalstoffen vereist. De Openbare Vlaamse Afvalstoffenmaatschappij (OVAM) stelde hierover een reeks hulpdocumenten op. In Brussel en Wallonië is eveneens een stedenbouwkundige vergunning verplicht, maar nog niet de sloopinventaris. Voor Brussel werd wel een specifieke "Gids voor het beheer van bouw- en sloopafval" opgesteld.
Specifiek voor aannemers van sloopwerken bestaat in de Belgische Confederatie Bouw sinds 2009 de "Confederatie van Aannemers van Sloop- en Ontmantelingswerken" (CASO). Deze valt meer specifiek onder de Vlaamse Confederatie Bouw.